# Pawel Warzycha
Pawel Warzycha (13 maggio 1971) è uno schermidore tedesco.

## Biografia
Nei campionati europei di scherma ha conquistato una medaglia d'oro a Plovdiv nel 1998, nella gara di fioretto a squadre.

## Palmarès
In carriera ha conseguito i seguenti risultati:
- Europei di scherma

Plovdiv 1998: oro nel fioretto a squadre.